# Franco di Glarona
Il franco (Frank) è stata la moneta del cantone svizzero di Glarona tra il 1798 ed il 1850. Era suddiviso in 100 Rappen, con lo Schillinge che aveva il valore di 3 Rappen.
In precedenza nel cantone c'era stata solo un'altra moneta, uno Schillinge di biglione coniato nel 1617.

## Storia
Il Frank era la valuta della Repubblica Elvetica dal 1798. La Repubblica Elvetica cessò di emettere monete nel 1803. Il canton Grarona ha coniato monete tra il 1806 ed il 1814. Nel 1850, fu introdotto il franco svizzero con un cambio di 1½ CHF per = 1 Frank di Glarona.

## Monete
Furono coniate monete di biglione dal valore di 1 e 3 Schilling e monete d'argento da 15 Schillinge. Tutte le monete avevano anche l'indicazione del valore espressa in Rappen.
Le monete da 15 Schillinge (45 Rappen) furono coniate negli anni 1806, 1807, 1811, 1813 e 1814; le monete a 3 Schillinge furono coniate negli anni 1806, 1808, 1809, 1810, 1812 e 1814 e quelle da 1 Schillinge negli anni 1806, 1807, 1808, 1809, 1810, 1811, 1812 e 1813.